# 梅尔克圣列万
梅尔克圣列万（法語：Merck-Saint-Liévin，法語發音：[mɛʁk sɛ̃ ljevɛ̃]）是法国上法蘭西大區加来海峡省的一个市镇，属于圣奥梅尔区。

## 地理
梅尔克圣列万（50°37'38"N, 2°6'52"E）面积11.85 平方千米，位于法国上法蘭西大區加来海峡省，该省份为法国北部沿海省份，西北濒北海，南至索姆省，东临北部省。
与梅尔克圣列万接壤的市镇（或旧市镇、城区）包括：阿河畔瓦夫朗、阿夫鲁、乌沃维尔坎、圣马丹达尔丹冈、蒂扬布罗讷、维姆。
梅尔克圣列万的时区为UTC+01:00、UTC+02:00（夏令时）。

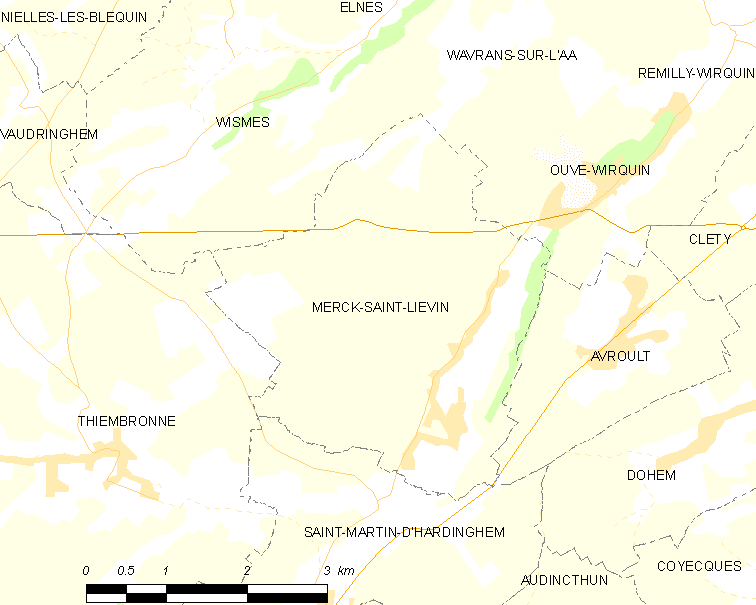
梅尔克圣列万的OSM定位图

## 行政
梅尔克圣列万的邮政编码为62560，INSEE市镇编码为62569。

## 政治
梅尔克圣列万所属的省级选区为弗吕日县。

## 人口

1962-2008年间梅尔克圣列万人口变化图示

梅尔克圣列万于2022年1月1日时的人口数量为664人。